# Emil Steiniger
Emil Steiniger (* 29. Oktober 1881 in Mainz; † 24. Mai 1918 im Ersten Weltkrieg) war ein deutscher Opernchor-Sänger und Arbeiter-Chordirigent.

## Leben

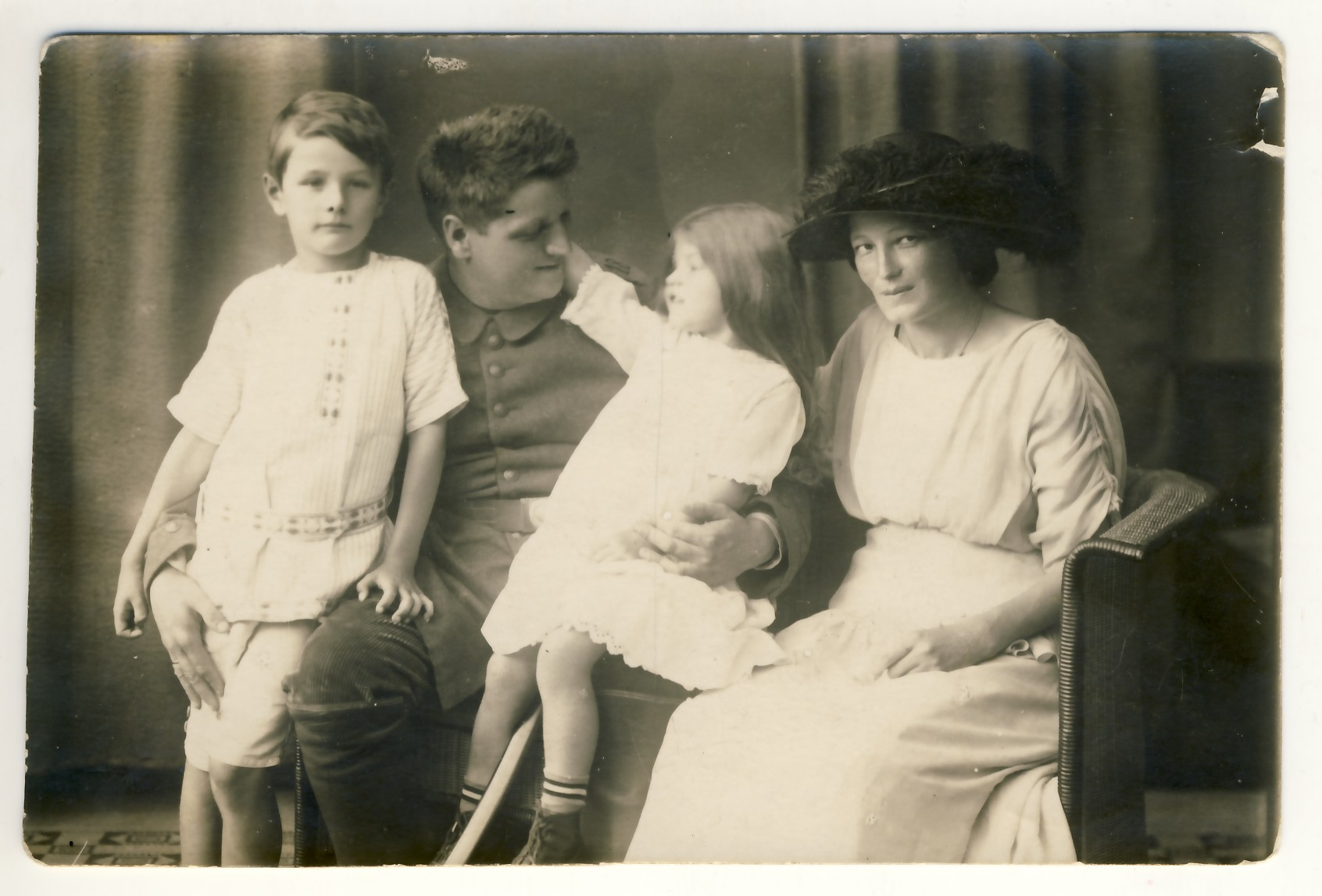
Emil Steiniger als Heeressoldat im Kreis seiner Familie 1915

Friedrich Emil Steiniger wurde in Mainz geboren. Er lebte als Zwanzigjähriger bei seiner Mutter W. Steiniger in Balditz bei Bad Dürrenberg in der Villa „Alma“. Von 1901 bis 1903 absolvierte er ein Musikstudium am Königlichen Conservatorium der Musik zu Leipzig, das er laut Zeugnis mit nur mäßigem Erfolg abschloss. Obwohl „für Klavier nicht unbegabt“ und mit einer „hohen Tenorstimme“ ausgestattet, wurde ihm „Interesselosigkeit“ und „Unregelmäßigkeit“ attestiert.
In den Jahren 1905 bis 1910 war er am Großherzoglichen Hoftheater in Weimar als Opernchorsänger unter Vertrag. 1910 ließ er seinen Vertrag lösen, um sich in Leipzig gesanglich weiterzubilden.
Er heiratete die Solotänzerin Anny und bekam mit ihr zwei Kinder: Gudrun und Roland.
Während des Ersten Weltkrieges wurde er zum Heeresdienst eingezogen und fiel als Soldat diesem Krieg zum Opfer.

## Leistungen
In seinen Weimarer Jahren fand er Zugang zum dortigen Arbeitergesangverein und konnte ihn seit 1907 durch geschickte und engagierte Chorleitung zu beachtlicher Reife weiterentwickeln. Den Idealen der deutschen Sozialdemokratie – Gerechtigkeit, Brüderlichkeit, Solidarität – verpflichtet, konnte der 1885 gegründete Chor „Freundschafts-Sängerbund“ seit 1907 im Repertoire wie in der Gesangspraxis mit den bürgerlichen Klangkörpern mithalten. Sein Repertoire bestand aus fortschrittlichen und Volksliedern, aus Opernchören und Chorsätzen großer Meister. Steiniger wurde vom Arbeiter-Sängerbund Thüringen zum Gau-Dirigenten berufen und dirigierte mit großem Erfolg die Arbeiterchöre bei ihrem Gau-Chorfest 1913.
Eine persönliche Freundschaft mit Josef Schmidt, dem Vorsitzenden des Vereins „Freie Sänger“ von Apolda, und seiner Familie führte dazu, dass er jahrelang diesen Arbeiterchor der Industriestadt Apolda anleitete und bei zahlreichen Auftritten zu einer angesehenen Kulturinstitution der Stadt werden ließ.